# Abercrombie (Dakota Północna)
Abercrombie – miasto w Stanach Zjednoczonych, w stanie Dakota Północna, w hrabstwie Richland.